# Peda Bayalu
Peda-bayalu là một mandal thuộc huyện Visakhapatnam, bang Andhra Pradesh.